# Johan Clijsters
Johan Clijsters (Bree, 2 september 1962 - 16 januari 2005) was een Belgisch kunstenaar en dichter. 
Op jonge leeftijd kreeg hij de ziekte juveniele reumatoïde artritis, een gewrichtsaandoening die alle kraakbeen in zijn lichaam aantastte. Zijn heupen en knie werden vervangen, doch al snel kon hij niet meer lopen en belandde hij in een rolstoel. Op de koop toe werd hij ook nog doof door de aandoening. Ondanks zijn situatie maakte hij zijn middelbare school af en schreef hij zich in voor de opleiding informatica aan het toenmalige Limburgs Universitair Centrum, nu de UHasselt. Na enkele jaren moest hij de opleiding noodgedwongen stoppen. De complicaties die met zijn ziekte samengingen (doofheid, nierfalen,....) werden te belastend.
Zijn eerste gedichten dragen de sporen van zijn lijden: pijn, wrange zelfspot en relativerende humor. Gaandeweg begon hij ook te tekenen en stempels en collages te maken. Op enkele jaren tijd maakte hij een indrukwekkend oeuvre. Zijn tekeningen gaan ook dikwijls over zichzelf. De mensen die hij afbeeldt zijn nooit uit één geheel maar bestaan uit stukken en brokken, net zoals hij zichzelf zag. Met hulp van vrienden werd veel van zijn werk uitgegeven.
Zo verscheen de dichtbundel Overoog bij Uitgeverij PlaatsMaken in Arnhem in 1990. Alle gedichten in deze fraai gezeefdrukte bundel werden geïllustreerd door Vlaamse en Nederlandse kunstenaars. Zo zorgde bijvoorbeeld Mirko Krabbé voor enkele tekeningen. Stempels verschenen in het boek Recent Works, dat werd gepresenteerd in 1993 in het Begijnhof te Hasselt, nu kunstencentrum Z33. Het boek werd helemaal gestempeld.
De opvolger Boek zonder inkt werd helemaal gerealiseerd in blinddruktechniek. Tekeningen afgewisseld met gedichten zijn gepreegd in het papier. Er kwam geen druppel inkt aan te pas. Later volgde nog Care & Cultivation gekoppeld aan een gelijknamige expo in De Warande (Turnhout) in Turnhout, 52x connected met bijbehorende tentoonstelling in het cultuurcentrum De Velinx in Tongeren. 
Op 16 januari 2005 stierf Johan Clijsters in het ouderlijk huis te Gruitrode waar hij al die jaren door zijn familie verzorgd werd. Na zijn dood verscheen onmiddellijk het boek Zoetzuur, een uitgave van uitgeverij Inbetween.
In 2009 werden zijn boeken gedigitaliseerd en verschenen ze als een app met de naam Juvenile in de iTunes store.
De gemeente Meeuwen-Gruitrode gaf aan het wandelpad naast zijn woning de naam het Johan Clijsterspad. Het bevat panelen met tekeningen en gedichten van Johan Clijsters en het wordt op regelmatige basis uitgebreid met nieuw werk. In 2015, naar aanleiding van de herdenking van het 10-jarig overlijden van Johan Clijsters verscheen de film Niet eerste persoon enkelvoud te zijn, maar uit splinters bestaan en het boek On The Move, beiden werden gerealiseerd door Uitgeverij Inbetween. Zijn grafisch werk bevat referenties naar Posada, Escher en Keith Haring.
Over Johan Clijsters verscheen een hoofdstuk in het boek Bij de dokter van de reumatoloog Prof. Jan Dequeker, emeritus professor reumatologie aan de KU Leuven, een uitgave van het Davidsfonds. In het boek beschrijft de internationaal gerenommeerd reumatoloog de ziektes die een aantal bekende kunstenaars hadden.
Tekeningen van Johan Clijsters verschenen van 1998 tot 2000 in het Nieuw Wereldtijdschrift of NWT als illustratie bij de column van Bart Moeyaert.

## Publicaties
- 1990: Overoog, Uitgeverij PlaatsMaken, Arnhem
- 1993: Recent Works, Uitgeverij Chosen With Care, Hasselt
- 1995: Boek Zonder Inkt, Uitgeverij Chosen With Care, Hasselt
- 1997: Care & Cultivation, Uitgeverij Chosen With Care, Hasselt
- 2000: 52xconnected, Uitgeverij Inbetween
- 2006: Zoetzuur, Uitgeverij Inbetween
- 2015: On The Move, Uitgeverij Inbetween